# Дом декабристов Белавиных
Дом декабристов Белавиных — памятник градостроительства и архитектуры в историческом центре Нижнего Новгорода. Построен на основе «образцовых» проектов периода классицизма в 1820-х годах. Автор проекта неизвестен.
До революции, вместе с торговым флигелем О. Н. Каменевой, образовывал единую городскую усадьбу.
Является старейшим зданием в южной части Большой Покровской улицы, выступая важным градостроительным элементом и частью ансамбля центральной исторической улицы города.

## История
В начале XIX века обширный участок земли в конце Большой Покровской улицы принадлежал коллежскому советнику Ф. А. де Бособру, известному руководством ремонтных работ в Нижегородском кремле. Позднее новой владелицей стала баронесса А. Ф. Моренгейм, супруга известного петербургского медика И. Я. Моренгейма. После её смерти усадьба перешла к её сыну, действительному статскому советнику и кавалеру барону П. О. Моренгейму. Семья Моренгеймов не жила в Нижнем Новгороде, усадьба сдавалась внаём. Точная дата строительства и авторство сохранившегося деревянного одноэтажного с мезонином дома не установлены. Н. Ф. Филатов относил постройку к 1820-м годам, ссылаясь на его схожесть с возведённым на другой стороне улицы ныне не существующего дома М. Рубинской, построенного в 1821 году архитектором И. Е. Ефимовым.
В октябре 1826 года усадьба с деревянным на каменном фундаменте домом, двумя деревянными флигелями, хозяйственными постройками и садом была выкуплена А. А. Белавиной, супругой полковника гвардии Б. И. Белавина, братом которого являлся участник Отечественной войны 1812 года и декабрист В. И. Белавин. В дальнейшем владельцы флигеля, выведенного в самостоятельное владение в 30-х годах, неоднократно менялись. Среди них были: доктор медицины И. Г. Линдгрен, статский советник К. М. Ребиндер. Последней владелицей дома была О. Н. Каменева.
Во второй половине XIX — начале XX веков архитектурный облик здания претерпел ряд изменений: был утрачен балкон в уровне мезонина, поддерживавшие его колонны сменены на пилястры, упрощён декор парадного фасада, со стороны двора возведена небольшая пристройка.
В 1918 году здание было экспроприировано советской властью и переоборудовано под жилые квартиры. Позже в нём разместилась детская стоматологическая поликлиника.

## Архитектура
Дом одноэтажный с мезонином. Деревянный, оштукатуренный, стоит на каменном цоколе. В плане прямоугольный. С северо-восточного фасада соединён переходом с домом № 40 (литер А). Выстроен в канонах русского классицизма.
Главный фасад симметричен. По центру в простенках расположены пилястры с завершениями в виде спаренных кронштейнов, подчёркивающих главную ось. По сторонам расположены лопатки без завершений. В центре сохранилась часть профилированного фриза венчающего карниза.
Мезонин с трёхчастным окном завершён треугольным фронтоном, в тимпане которого находится лепной декор в виде тройного перевитого «венка славы» (типичный элемент декора домов, построенных после победы в Отечественной войне 1812 года). Углы мезонина акцентированы рустованными пилястрами с капителями в виде накладных картушей. Между пилястрами протянут фриз в виде меандрового пояса.
В помещениях первого этажа сохранились четыре разнообразные по оформлению изразцовые и кафельные печи, с рельефными цветными и белыми поливными изразцами, кафелем и с тепловой фурнитурой: дверками, решётками и вьюшками, а также филенчатые двери.